# Utama (Cijeungjing)
Utama is een bestuurslaag in het regentschap Ciamis van de provincie West-Java, Indonesië. Utama telt 3232 inwoners (volkstelling 2010).